# 강화군 (선거구)
강화군은 대한민국의 옛 국회의원 선거구이다. 당시 경기도 강화군 지역을 관할했다.

## 역사
제헌 국회의원 선거를 앞두고 강화군 전 지역을 관할하는 선거구로 신설되었다.
제6대 국회의원 선거를 앞두고 김포군 선거구와 통합되면서 김포군·강화군 선거구를 이루게 되면서 폐지되었다.

## 역대 국회의원
| 선거   | 정당 | 정당   | 의원   |
| ------ | ---- | ------ | ------ |
| 1948년 |      | 무소속 | 윤재근 |
| 1950년 |      | 무소속 | 윤재근 |
| 1954년 |      | 자유당 | 윤일상 |
| 1958년 |      | 무소속 | 윤재근 |
| 1960년 |      | 무소속 | 윤재근 |

## 역대 선거 결과

### 대한민국 제헌 국회의원 선거
|  | 38.20% |

|  | 17.24% |

|  | 11.61% |

|  | 10.29% |

|  | 6.65% |

|  | 6.22% |

|  | 4.26% |

|  | 4.23% |

|  | 1.26% |

### 대한민국 제2대 국회의원 선거
|  | 35.39% |

|  | 34.92% |

|  | 9.03% |

|  | 8.86% |

|  | 7.87% |

|  | 2.50% |

|  | 1.41% |

|  | 0% |

### 대한민국 제3대 국회의원 선거
|  | 53.65% |

|  | 46.34% |

### 대한민국 제4대 국회의원 선거
|  | 47.40% |

|  | 43.43% |

|  | 9.15% |

### 대한민국 제5대 국회의원 선거
|  | 38.36% |

|  | 20.05% |

|  | 18.53% |

|  | 14.34% |

|  | 6.79% |

|  | 1.90% |